# Битва за Басру (1914)
Битва за Басру (10 ноября 1914 года) — сражение между британскими и османскими войсками во время Первой мировой войны за город Басру. Завершилось победой британцев и захватом города.

## Боевые действия
Высадившись в Фао, британские войска начали движение в направлении Басры. Опасаясь, что турецкое командование нанесёт удар по Фао, британцы приняли решение нанести удар по Басре. 7 ноября 1914 года британские войска начали марш из Фао в направлении Басры. В ответ на это османское командование выслало кавалерийские части. Столкновения между британской пехотой и османской конницей происходили с 7 по 9 ноября. К 10 ноября британские войска подошли к окраинам города. Османское командование приняло решение оставить город, оставив лишь несколько сот человек в Басре. В этот же день британцы вошли в город, сломив сопротивление малочисленных турецких отрядов. Несмотря на то, что город был взят, британцам не удалось уничтожить основные силы османской армии, которая отступила к Эль-Куту.